# Carlos Caicedo Zambrano
Carlos Caicedo Zambrano (20. září 1929 Cáqueza – 13. července 2015 Bogota) byl kolumbijský fotograf a spisovatel. Je považován za jednoho z nejvýznamnějších fotoreportérů 20. století v Kolumbii.

## Životopis
Narodil se 20. září 1929 v Cáqueze v Kolumbii do rolnické rodiny, která se krátce po jeho narození přestěhovala do Bogoty, aby unikla válce, která v té době probíhala mezi liberály a konzervativci.
Svou kariéru v oblasti fotografie jako laborant u Němce Emilia Schimmera, který žil v Bogotě. Později spolupracoval se studiem Sady Gonzáleze, se kterým byl součástí reportérské skupiny Bogotázo. Jeho fotografie byly publikovány v různých časopisech jako Candilejas, Cromos a Semana a v novinách El Siglo a El Tiempo, kde byl jedním z hlavních reportérů.
Byl vedoucím fotografie v novinách El Tiempo a měl vlastní sloupek s názvem „Cámara y letras“ („Fotoaparát a dopisy“). Více než dvacet let působil jako pedagog na katedře žurnalistiky na univerzitě Universidad Central, kam nastoupil v roce 1964. Byl uznáván svými kolegy Hernánem Díasem a Franciscem Carranzou jako jeden z nejvýznamnějších učitelů.
V Caicedově díle, jak zmiňuje portál FNF, vyniká schopností zachytit rozhodující okamžik a zobrazit více aspektů Kolumbie, včetně sociálních, politických a geografických.
Carlos Caicedo zemřel 13. července 2015 v Bogotě ve věku 85 let.